# Obštinski Futbolen Klub Pirin Blagoevgrad
L'Obštinski Futbolen Klub Pirin Blagoevgrad (in bulgaro Общински Футболен Клуб Пирин Благоевград, Club calcistico Pirin della Municipalità di Blagoevgrad), chiamato comunemente OFK Pirin Blagoevgrad o Pirin Blagoevgrad, è una società calcistica Bulgara di Blagoevgrad. Milita nella Părva liga, la massima divisione del campionato bulgaro di calcio.
Fondato nel 2008, ha raccolto la tradizione sportiva del PFC Pirin Blagoevgrad, fondato nel 1922 e sciolto nel dicembre 2008 per formare l'attuale sodalizio, nato dalla fusione con il FC Pirin, che militava nel gruppo Ovest della B PFG.

## Palmarès

### Competizioni nazionali
- Vtora profesionalna futbolna liga: 1

2020-2021
- Treta amat'orska futbolna liga: 1

2013-2014

### Altri piazzamenti
- Coppa di Bulgaria:

Finalista: 1980-1981, 1991-1992, 1993-1994, 2008-2009
- Vtora profesionalna futbolna liga:

Secondo posto: 2014-2015
Terzo posto: 2024-2025
- Treta amat'orska futbolna liga:

Terzo posto: 2012-2013
- Coppa dei Balcani per club:

Semifinalista: 1993-1994

## Organico

### Rosa 2021-2022
Aggiornata al 7 novembre 2021.
| N. |                        | Ruolo | Calciatore        |
| -- | ---------------------- | ----- | ----------------- |
| 2  | Brasile (bandiera)     | D     | Pedro Ferrari     |
| 3  | Bulgaria (bandiera)    | D     | Petăr Zanev       |
| 5  | Bulgaria (bandiera)    | D     | Nikolaj Bodurov   |
| 6  | Bulgaria (bandiera)    | D     | Julian Popev      |
| 7  | Francia (bandiera)     | A     | Mohamed Brahimi   |
| 8  | Bulgaria (bandiera)    | D     | Orlin Starokin    |
| 9  | Bulgaria (bandiera)    | A     | Preslav Jordanov  |
| 11 | Bulgaria (bandiera)    | A     | Stanislav Manolev |
| 12 | Paesi Bassi (bandiera) | P     | Nick Hengelman    |
| 14 | Bulgaria (bandiera)    | D     | Stilijan Nikolov  |
| 17 | Bulgaria (bandiera)    | A     | Spas Georgiev     |
| 18 | Bulgaria (bandiera)    | C     | Svetoslav Djakov  |

| N. |                     | Ruolo | Calciatore           |
| -- | ------------------- | ----- | -------------------- |
| 19 | Bulgaria (bandiera) | A     | Ivan Tasev           |
| 23 | Bulgaria (bandiera) | D     | Ivajlo Todorov       |
| 25 | Georgia (bandiera)  | A     | Guram Goshteliani    |
| 29 | Bulgaria (bandiera) | A     | Stanislav Kostov     |
| 31 | Bulgaria (bandiera) | C     | Krasimir Stanoev     |
| 38 | Bulgaria (bandiera) | D     | Aleksandăr Djulgerov |
| 44 | Irlanda (bandiera)  | C     | Conor Henderson      |
| 45 | Bulgaria (bandiera) | D     | Hristofor Hubčev     |
| 71 | Bulgaria (bandiera) | A     | Anton Karačanakov    |
| 73 | Bulgaria (bandiera) | C     | Vencislav Bengjuzov  |
| 99 | Bulgaria (bandiera) | P     | Petăr Petrov         |
|    | Bulgaria (bandiera) | P     | Aleksandăr Markovski |

### Rosa 2020-2021
| N. |                        | Ruolo | Calciatore            |
| -- | ---------------------- | ----- | --------------------- |
| 1  | Svizzera (bandiera)    | P     | Francesco Ruberto     |
| 3  | Bulgaria (bandiera)    | D     | Aleksandăr Bastunov   |
| 5  | Bulgaria (bandiera)    | D     | Nikolaj Bodurov       |
| 7  | Bulgaria (bandiera)    | C     | Petar Vucov           |
| 8  | Bulgaria (bandiera)    | C     | Martin Dinov          |
| 9  | Bulgaria (bandiera)    | A     | Vladislav Zlatinov    |
| 10 | Inghilterra (bandiera) | A     | George Oakley         |
| 11 | Bulgaria (bandiera)    | C     | Stanislav Manolev     |
| 13 | Bulgaria (bandiera)    | D     | Arhan Isuf            |
| 14 | Bulgaria (bandiera)    | D     | Stiljan Nikolov       |
| 15 | Francia (bandiera)     | C     | John-Christophe Ayina |
| 16 | Bulgaria (bandiera)    | D     | Petăr Kepov           |
| 17 | Bulgaria (bandiera)    | C     | Spas Georgiev         |

| N. |                     | Ruolo | Calciatore           |
| -- | ------------------- | ----- | -------------------- |
| 18 | Bulgaria (bandiera) | A     | Preslav Jordanov     |
| 19 | Bulgaria (bandiera) | D     | Miroslav Puškarov    |
| 22 | Bulgaria (bandiera) | D     | Dimităr Mitev        |
| 23 | Bulgaria (bandiera) | A     | Dimităr Aleksiev     |
| 26 | Bulgaria (bandiera) | C     | Ivan Tasev           |
| 27 | Bulgaria (bandiera) | C     | Asen Libjahovski     |
| 28 | Bulgaria (bandiera) | C     | Marijan Vangelov     |
| 31 | Bulgaria (bandiera) | C     | Krasimir Stanoev     |
| 38 | Bulgaria (bandiera) | D     | Aleksandăr Djulgerov |
| 44 | Irlanda (bandiera)  | C     | Conor Henderson      |
| 71 | Bulgaria (bandiera) | C     | Anton Karačanakov    |
| 91 | Bulgaria (bandiera) | P     | Ismet Kisjo          |
| 99 | Bulgaria (bandiera) | P     | Petăr Petrov         |